# 18 martie
ianuarie • februarie • martie  • aprilie  • mai  • iunie  • iulie  • august  • septembrie  • octombrie  • noiembrie  • decembrie
18 martie este a 77-a zi a calendarului gregorian și ziua a 78-a în anii bisecți. Mai sunt 288 de zile până la sfârșitul anului.

## Evenimente

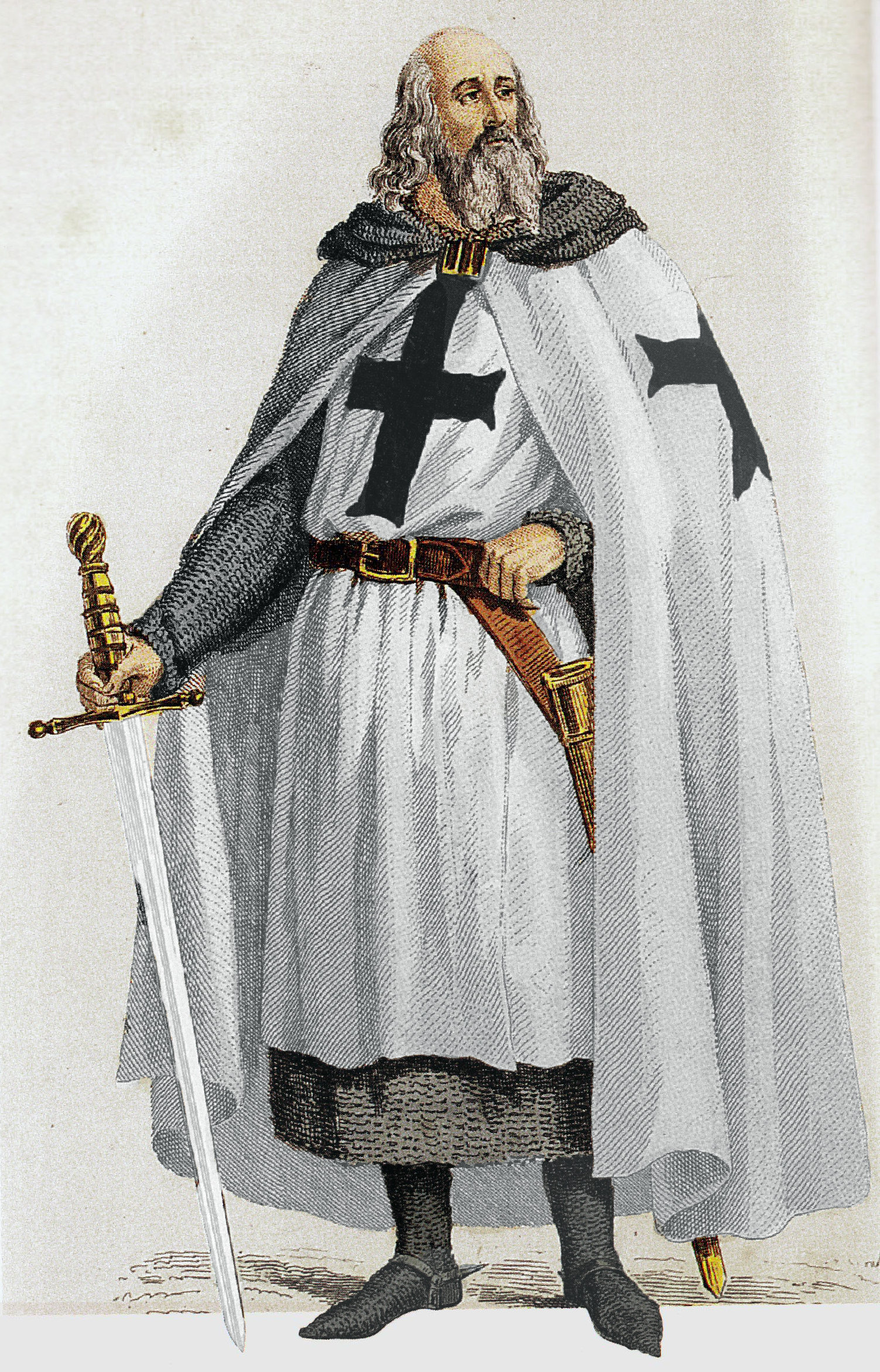
1314: Jacques de Molay, al 23-lea și ultimul Mare Maestru al Cavalerilor Templieri, este ars pe rug.

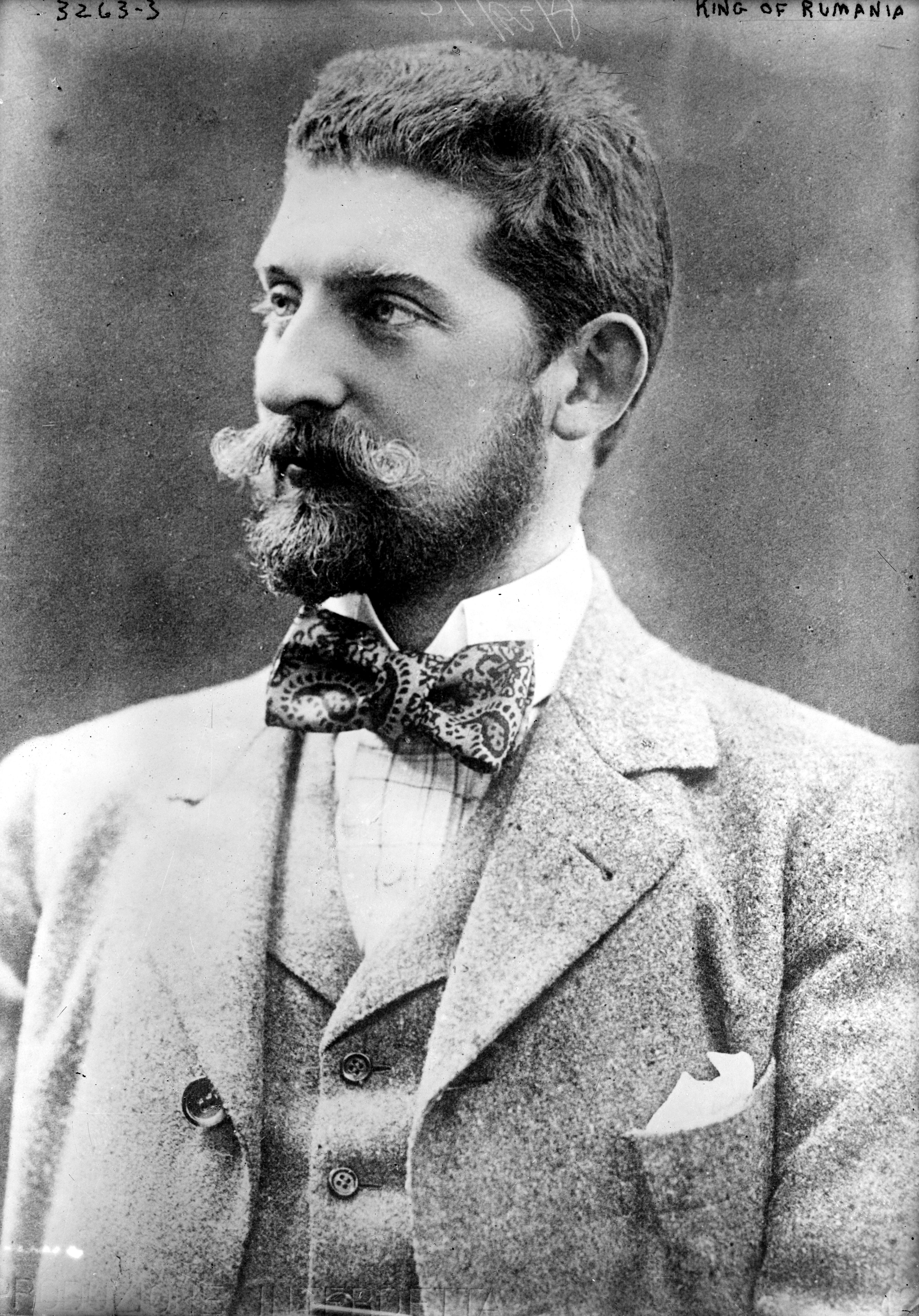
1889: Ferdinand devine prinț moștenitor al României.

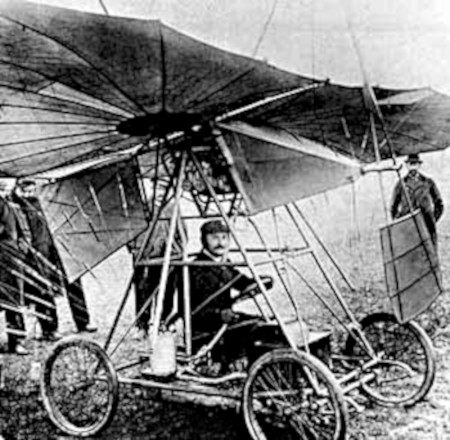
1906: Mașina zburătoare a lui Traian Vuia

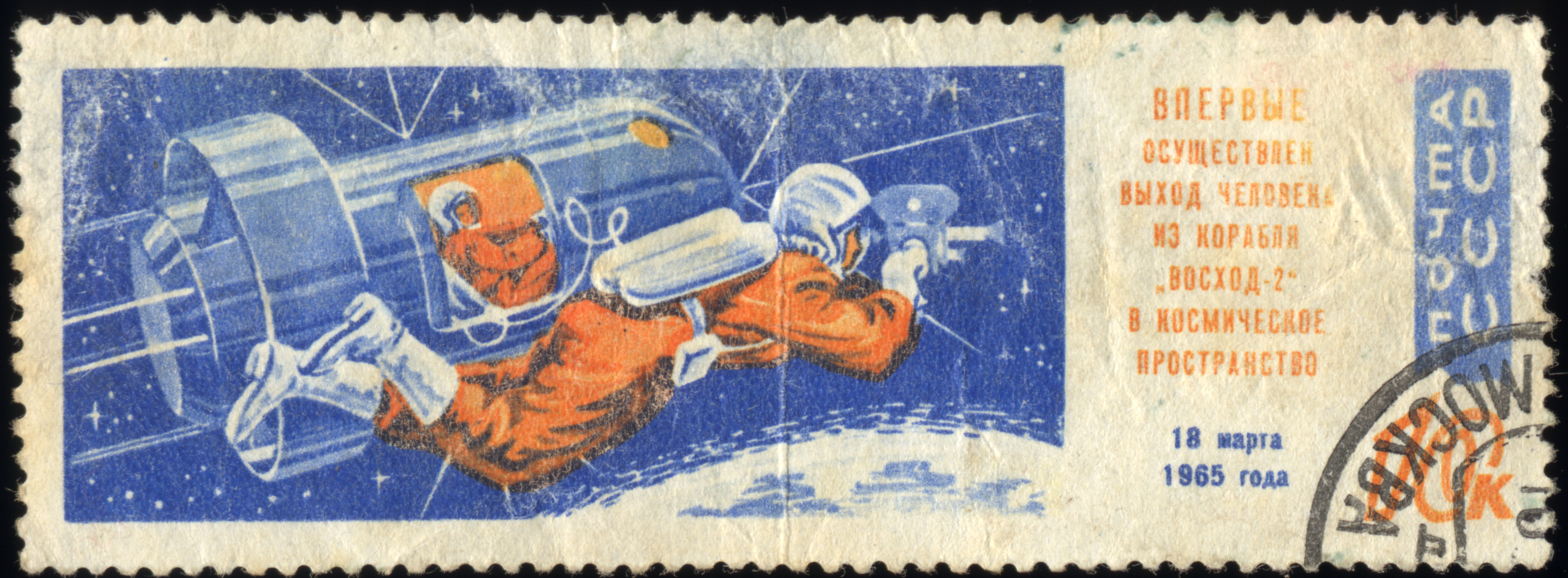
1965: Cosmonautul sovietic, Alexei Leonov, pășește pentru prima dată în afara unei nave spațiale (pentru 12 minute).

- 0037: Senatul roman anulează testamentul împăratului Tiberius și îl proclamă împărat pe Gaius Julius Caesar Augustus Germanicus (alias Caligula = Cizme mici).[1]
- 0731: Este ales papă Grigore al III-lea.
- 1241: Prima invazie mongolă a Poloniei: mongolii copleșesc armatele poloneze la Cracovia în bătălia de la Chmielnik și jefuiesc orașul.
- 1314: Jacques de Molay, al 23-lea și ultimul Mare Maestru al Cavalerilor Templieri, este ars pe rug.
- 1438: Albert al II-lea de Habsburg devine rege al romanilor.
- 1571: Valletta devine capitala Maltei.[2]
- 1584: După moartea țarului Ivan al IV-lea „cel Groaznic”, fiul său, Feodor, cu handicap intelectual,  ajunge la putere. Afacerile de stat sunt conduse de Boris Godunov.
- 1833: S-a constituit la Iași, din inițiativa medicilor Iacob Stanislau Cihac și Mihai Zotta, Societatea de Medici și Naturaliști, prima societate științifică din România.
- 1855: Podul suspendat de la cascada Niagara, construit de John Augustus Roebling, primul pod permanent peste râul Niagara și primul pod suspendat din traficul feroviar, este inaugurat după patru ani de construcție.
- 1866: Este adoptată Legea învoielilor agricole (legea pentru tocmeli de lucrări agricole și pentru executarea lor). Legea a fost înăsprită în vremea guvernării conservatoare a lui Lascăr Catargiu, când s-a instituit execuția silită a tocmelilor agricole.
- 1871: Trupele guvernamentale franceze încearcă să dezarmeze Garda Națională din Paris în timpul nopții. Acest lucru duce la o revoltă deschisă a Comunei din Paris.
- 1889: În lipsa succesorilor direcți în linie masculină a Regelui Carol I, s-a apelat pentru desemnarea moștenitorului la fratele mai mare al regelui și la fiii acestuia. Cel de-al doilea fiu al Prințului Leopold de Hohenzollern-Sigmaringen, Ferdinand, în vârstă de 24 de ani, acceptă succesiunea; este înfiat de familia Regală Română și declarat prinț moștenitor la Tronul României, conferindu-i-se și titlul de Alteță Regală Principe de România.
- 1898: Phoebe (satelit), o lună a lui Saturn, devine primul satelit descoperit cu ajutorul fotografiilor, făcute în august 1898, de William Henry Pickering.[3]
- 1906: Traian Vuia realizează, la Paris, primul zbor autopropulsat din lume cu un aparat mai greu decât aerul.
- 1913: Regele George I al Greciei este asasinat în recent eliberatul oraș Salonic de către revoluționarul Alexander Schinas. Îi succede fiul său, Constantin.
- 1915: În timpul Primului Război Mondial, un atac comun al marinei britanice și franceze asupra Dardanelelor eșuează în Bătălia de la Gallipoli. Printre altele, nava de război britanică HMS Irresistible este scufundată în acest dezastru.
- 1921: Revolta marinarilor de la Kronstadt de lângă Petrograd împotriva guvernului sovietic rus, care a început la 24 februarie, este în cele din urmă reprimată în sânge de Armata Roșie. În închisoarea din Kronstadt au loc împușcături în masă.[4]
- 1922: În India, Mahatma Gandhi este condamnat la șase ani de închisoare pentru nesupunere civilă, dintre care ispășește doar doi ani.
- 1925: Cea mai violentă tornadă din istoria Statelor Unite a dus la moartea a 689 de oameni și rănirea altor 13.000.
- 1938: Președintele mexican Lázaro Cárdenas del Río naționalizează industria petrolieră și companiile de electricitate, ca parte a instituționalizării Revoluției mexicane.
- 1940: Al Doilea Război Mondial: Adolf Hitler și Benito Mussolini se întâlnesc la Brenner pentru o alianță împotriva Franței și a Marii Britanii.
- 1945: Al Doilea Război Mondial: 1.250 de bombardiere americane efectuează cel mai puternic raid aerian asupra Berlinului din punct de vedere al încărcăturii de bombe.
- 1953: Un cutremur a lovit vestul Turciei, omorând 250 de oameni.
- 1954: A apărut la București  „Gazeta literară", săptămânal al Uniunii Scriitorilor din România.
- 1965: Cosmonautul sovietic, Alexei Leonov, pășește pentru prima dată în afara unei nave spațiale (pentru 12 minute), devenind prima persoană care întreprinde o activitate extravehiculară.
- 1965: Marea Adunare Națională a ales ca președinte al Consiliului de Stat pe Gheorghe Gheorghiu-Dej, iar ca președinte al consiliului de Miniștri pe Ion Gheorghe Maurer.
- 1980: Crearea unei Adunări Naționale în Irak, aleasă prin vot universal, pentru un mandat de patru ani.
- 1990: Germanii din Republica Democrată Germană votează la primele alegeri democratice după fosta dictatură comunistă.
- 1990: Doi bărbați, îmbrăcați în ofițeri de poliție, au furat 12 pânze (din care trei semnate Rembrandt) de la Muzeul Boston din Massachusetts în valoare totală estimată de aproximativ 500 milioane de dolari. Făptașii nu au fost depistați, întrucât au distrus casetele cu înregistrările din muzeu și nu au lăsat amprente, iar operele furate au rămas definitiv pierdute.[5]
- 1995: Michael Jordan își anunță revenirea la Chicago Bulls cu cuvintele I am back! după ce își anunțase retragerea cu mai bine de un an înainte.
- 1996: Un incendiu într-un club de noapte din Quezon City, Filipine, a ucis 162 de oameni.
- 2002: România: A început recensământul populației (perioada 18 – 28 martie).
- 2011: în timpul Primăverii arabe, 52 de persoane sunt ucise de către oameni înarmați de către guvern în timpul protestelor din Yemen; această zi este considerată un punct de cotitură în cadrul revoltei.
- 2011: Sonda spațială americană MESSENGER ajunge pe orbita planetei Mercur.
- 2015: Muzeul Național Bardo din Tunisia este atacat de oameni înarmați. 23 de persoane, aproape toate turiști, sunt ucise, iar cel puțin alte 50 de persoane sunt rănite.
- 2018: Vladimir Putin câștigă alegerile prezidențiale din Rusia cu 76,3% din voturi și își începe astfel al patrulea mandat în funcție.

## Nașteri
- 1496: Maria Tudor, a treia soție a regelui Ludovic al XII-lea al Franței (d. 1533)
- 1555: François, Duce de Anjou (d. 1584)
- 1603: Regele Ioan al IV-lea al Portugaliei (d. 1656)
- 1609: Regele Frederick al III-lea al Danemarcei și al Norvegiei (d. 1670)
- 1813: Friedrich Hebbel,  poet și dramaturg german (d. 1863)
- 1822: Clara Filleul, pictoriță franceză (d. 1878)
- 1823: Constantin D. Aricescu, poet, prozator și dramaturg român (d. 1886)
- 1828: William Randal Cremer,  parlamentar liberal și pacifist englez (d. 1908)
- 1837: Grover Cleveland, al 22-lea și al 24-lea președinte al Statelor Unite (d. 1908)
- 1842: Stephane Mallarmé, scriitor francez (d. 1898)
- 1844: Nikolai Andreievici Rimski-Korsakov, compozitor rus (d. 1908)
- 1848: Prințesa Louise, Ducesă de Argyll, fiică a reginei Victoria (d. 1939)
- 1858: Rudolf Diesel, inginer și inventator german (d. 1913)
- 1869: Arthur Neville Chamberlain, politician britanic (d. 1940)

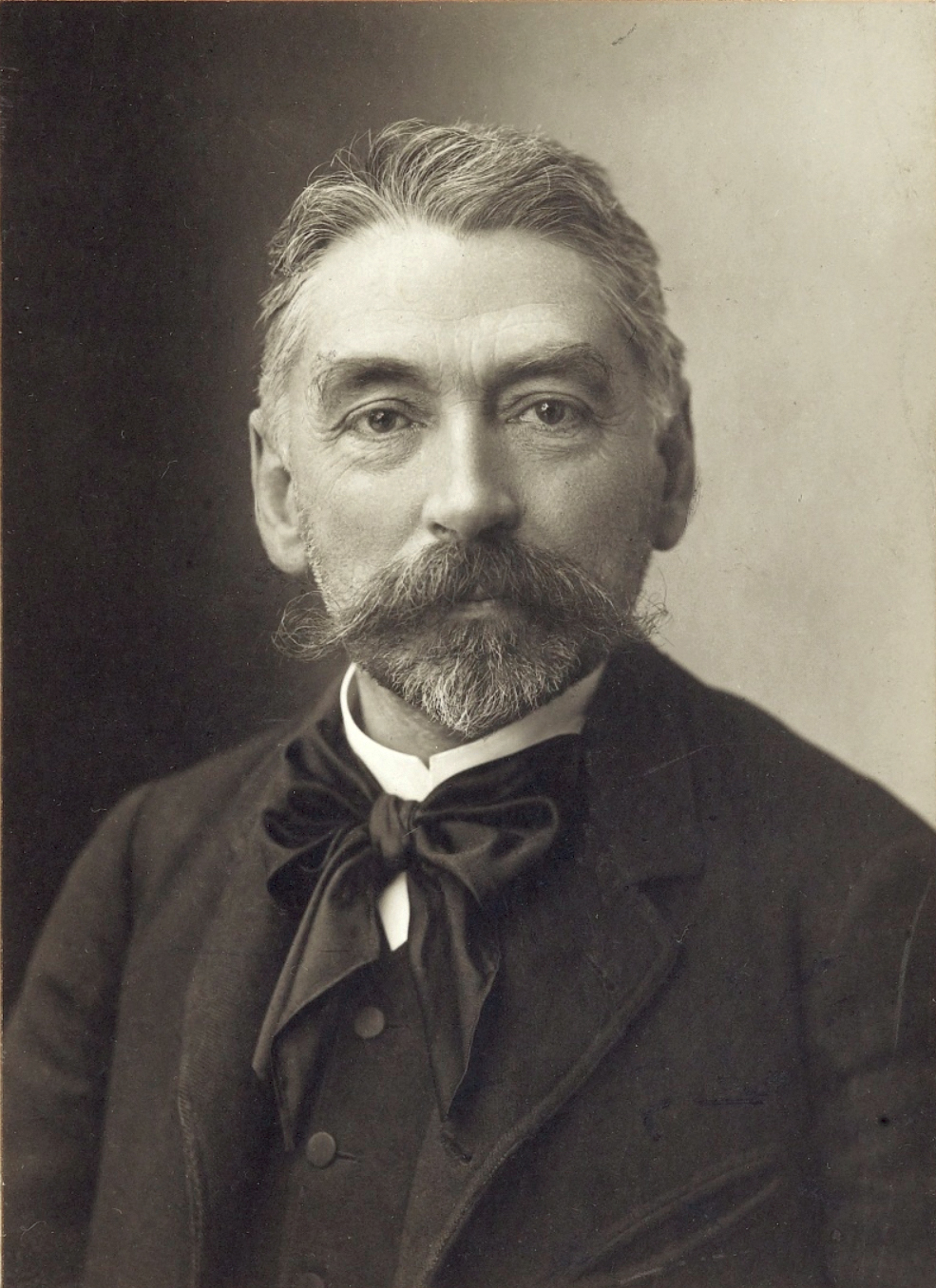
Stephane Mallarmé, scriitor francez
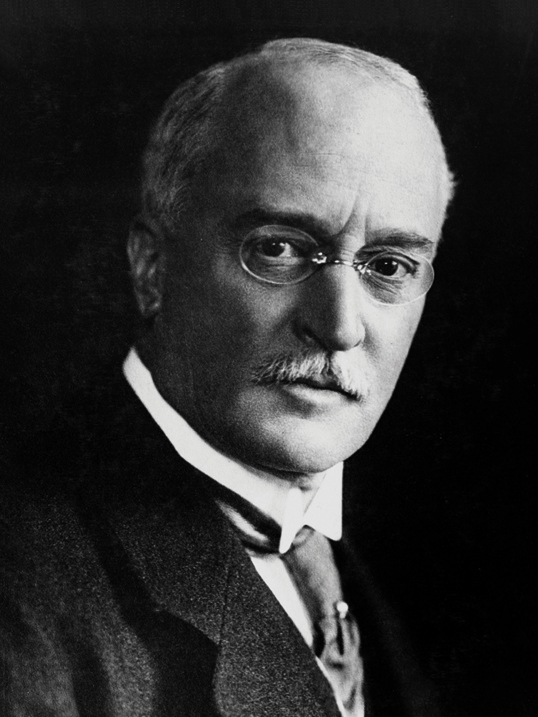
Rudolf Diesel, inginer german
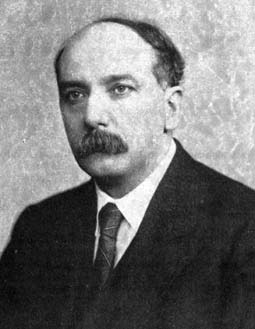
Ion Barbu, poet și matematician român

- 1871: Marie Duhem, pictoriță franceză (d. 1918)
- 1874: Julius Glattfelder, episcop romano-catolic de Timișoara (d. 1943)
- 1895: Ion Barbu, poet și matematician român (d. 1961)
- 1899: Ion Finteșteanu, actor român de teatru și film (d. 1984)
- 1905: Robert Donat, actor englez (d. 1958)
- 1909: Barbu Brezianu, istoric și critic de artă, poet, traducător român (d. 2008)
- 1910: Ioana Postelnicu, prozatoare română (d. 2004)
- 1913: George Marcu, compozitor, dirijor, folclorist și cântăreț de origine aromână (d. 1984)
- 1914: Ernest Augustus al IV-lea, Prinț de Hanovra (d. 1987)
- 1917: Mircea Ionescu Quintus, scriitor, epigramist și politician român (d. 2017)
- 1921: Bartolomeu Anania, mitropolit al Clujului, Albei, Crișanei și Maramureșului (din 2005), poet, dramaturg și prozator român (d. 2011)
- 1921: Geoffrey Copleston, actor britanic (d. 1999)
- 1926: Romul Munteanu, critic și istoric literar român (d. 2011)
- 1932: John Updike, prozator și poet american (d. 2009)
- 1936: F. W. de Klerk, politician sud-african, președintele Africii de Sud (1989-1994) (d. 2021)
- 1937: Horia Moculescu, compozitor român
- 1942: Eugen Dorcescu, poet și critic literar român
- 1942: Ionel Drîmbă, scrimer român (d. 2006)
- 1944: Gheorghe Alupoae, sculptor român
- 1944: Amnon Lipkin-Șahak, general de armată și om politic israelian (d. 2012)
- 1946: Sorin Dumitrescu, artist plastic român
- 1948: Anton Pongratz, scrimer român (d. 2008)
- 1949: Alex Higgins, jucător nord-irlandez de snooker (d. 2010)
- 1949: Ondrej Štefanko, poet, eseist și traducător român de origine slovacă (d. 2008)
- 1955: István Bessenyei, actor, regizor și director de teatru maghiar din România (d. 2018)
- 1955: Casian Crăciun, Arhiepiscop al Dunării de Jos
- 1957: Horia Roman Patapievici, scriitor și eseist român

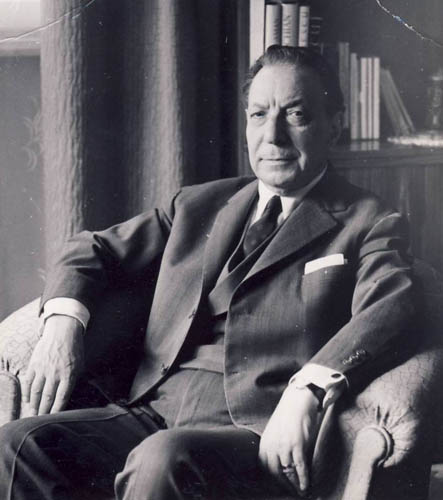
Ion Finteșteanu, actor român
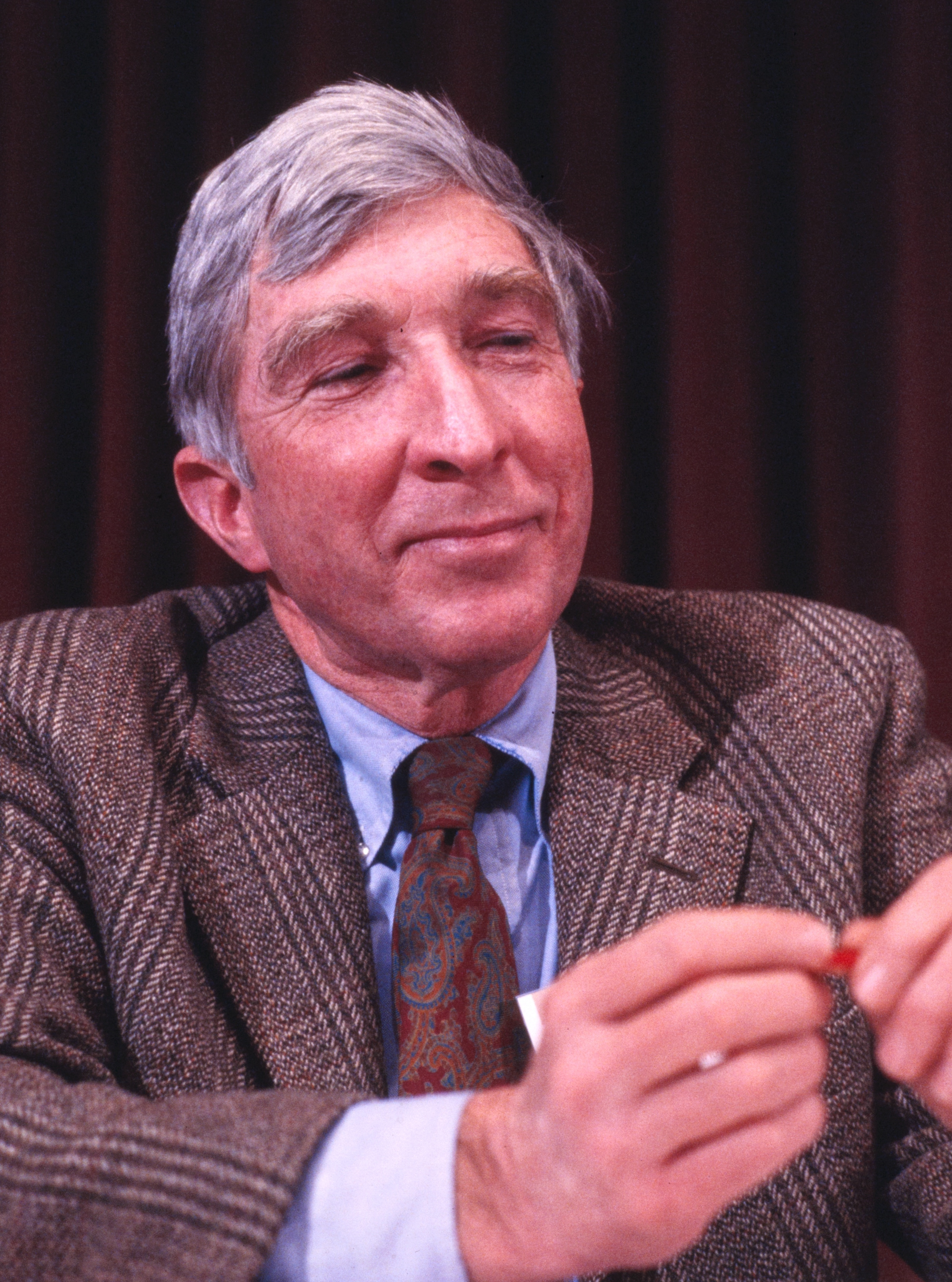
John Updike, scriitor american
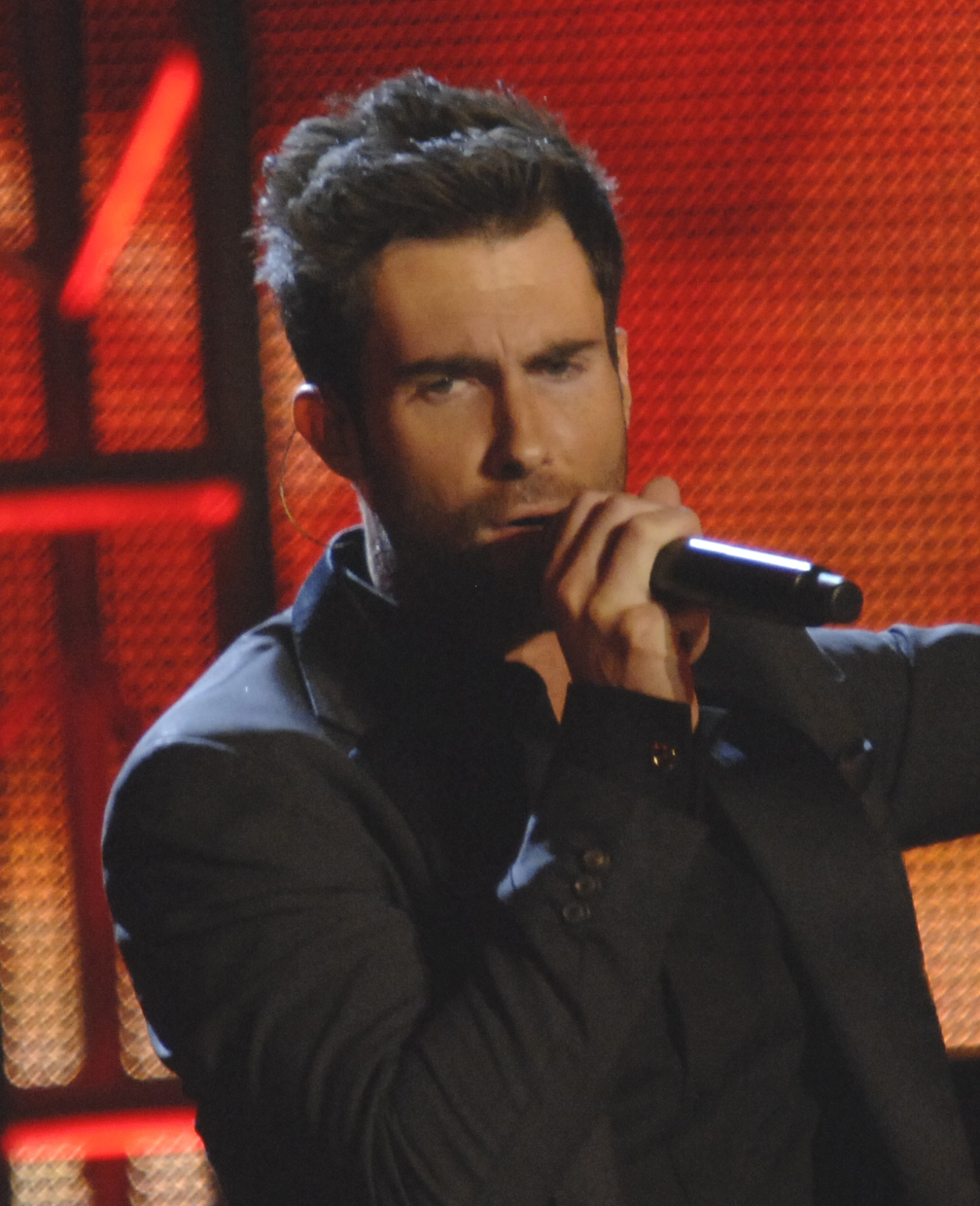
Adam Levine, cântăreț american (Maroon 5)

- 1959: Luc Besson, regizor, scenarist și producător francez
- 1959: Hristo Etropolski, scrimer bulgar
- 1959: Vasil Etropolski, scrimer bulgar
- 1963: Vanessa Williams, actriță și cântăreață americană, prima femeie de culoare aleasă Miss America, în 1983
- 1970: Queen Latifah, cântăreață, actriță americană
- 1976: Giovanna Antonelli, actriță braziliană
- 1977: Adrian Văncică, actor român de teatru și film
- 1978: Jonas Wallerstedt, fotbalist suedez
- 1979: Danneel Harris, actriță și model americană
- 1979: Adam Levine, cântăreț american
- 1980: Sébastien Frey, fotbalist francez
- 1981: Octavian Chihaia, fotbalist român
- 1982: Steluța Duță, pugilistă română
- 1984: Katja Schülke, handbalistă germană
- 1987: Mauro Zárate, fotbalist argentinian
- 1992: Leonardo da Silva Souza, fotbalist brazilian
- 1994: Marija Petrović, handbalistă sârbă
- 1995: Irina Bara, jucătoare română de tenis
- 1999: Filippo Zana, ciclist italian

## Decese
- 0978: Eduard Martirul, rege al Angliei (n. 962)
- 1227: Papa Honoriu al III-lea (n. 1148)
- 1584: Țarul Ivan al IV-lea al Rusiei (n. 1530)
- 1703: Maria de Dominici, pictoriță, sculptoriță și călugăriță terțiară carmelită (n. 1635)
- 1745: Robert Walpole prim-ministru al Marii Britanii (n. 1676)
- 1907: Marcellin Berthelot, chimist și om politic francez (n. 1827)
- 1913: Regele George I al Greciei (n. 1845)
- 1924: Marie Cazin, artistă franceză (n. 1844)
- 1933: Luigi Amedeo, Duce de Abruzzi, prinț italian, alpinist și explorator (n. 1873)
- 1936: Eleftherios Venizelos, prim-ministru al Greciei (n. 1864)
- 1953: Mihai Costăchescu, istoric și folclorist român, membru corespondent al Academiei Române (n. 1884)
- 1956: Louis Bromfield, scriitor american (n. 1896)
- 1956: Benjamin Glazer, scenarist, producător și regizor de filme (n. 1887)

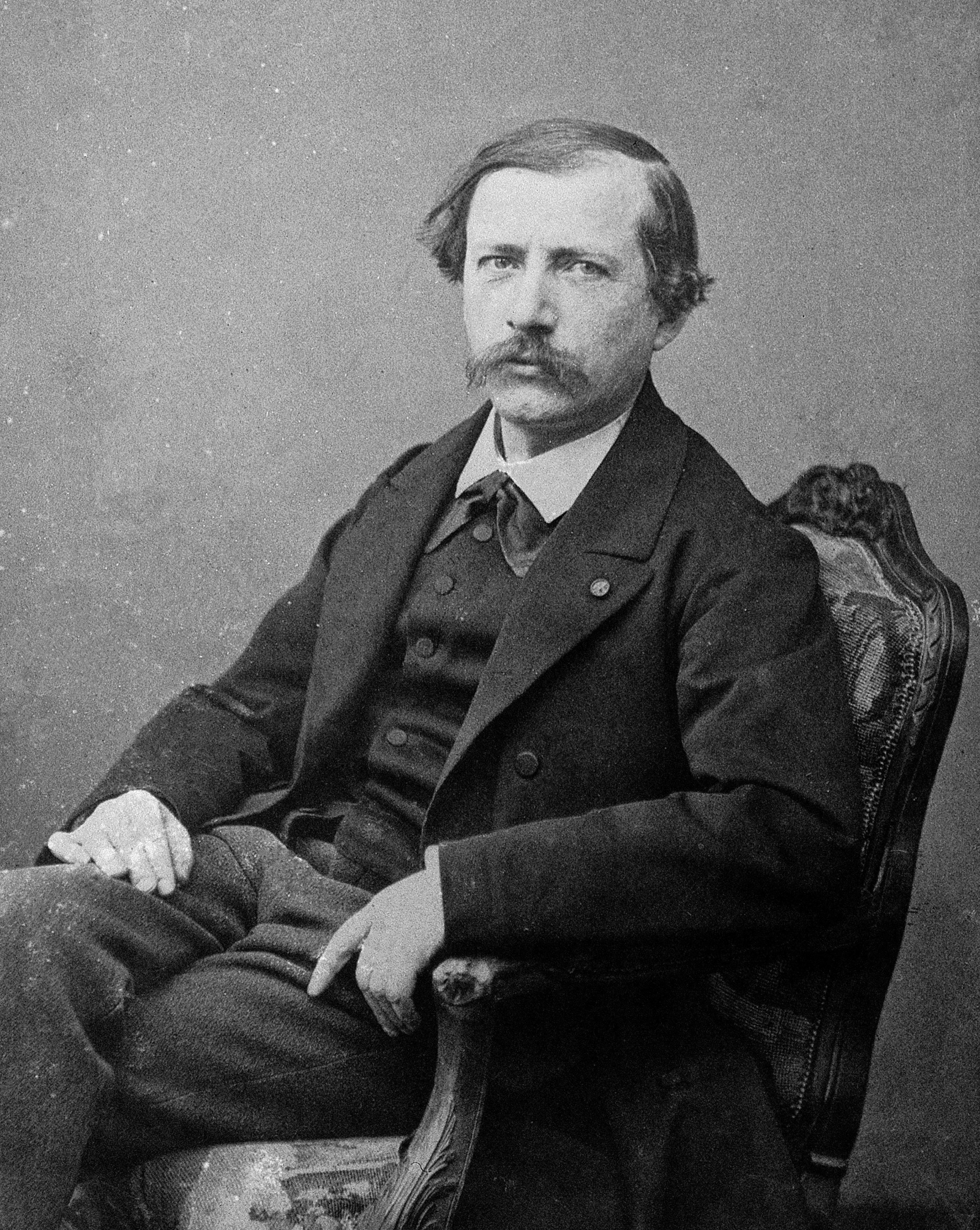
Marcellin Berthelot, chimist și om politic francez
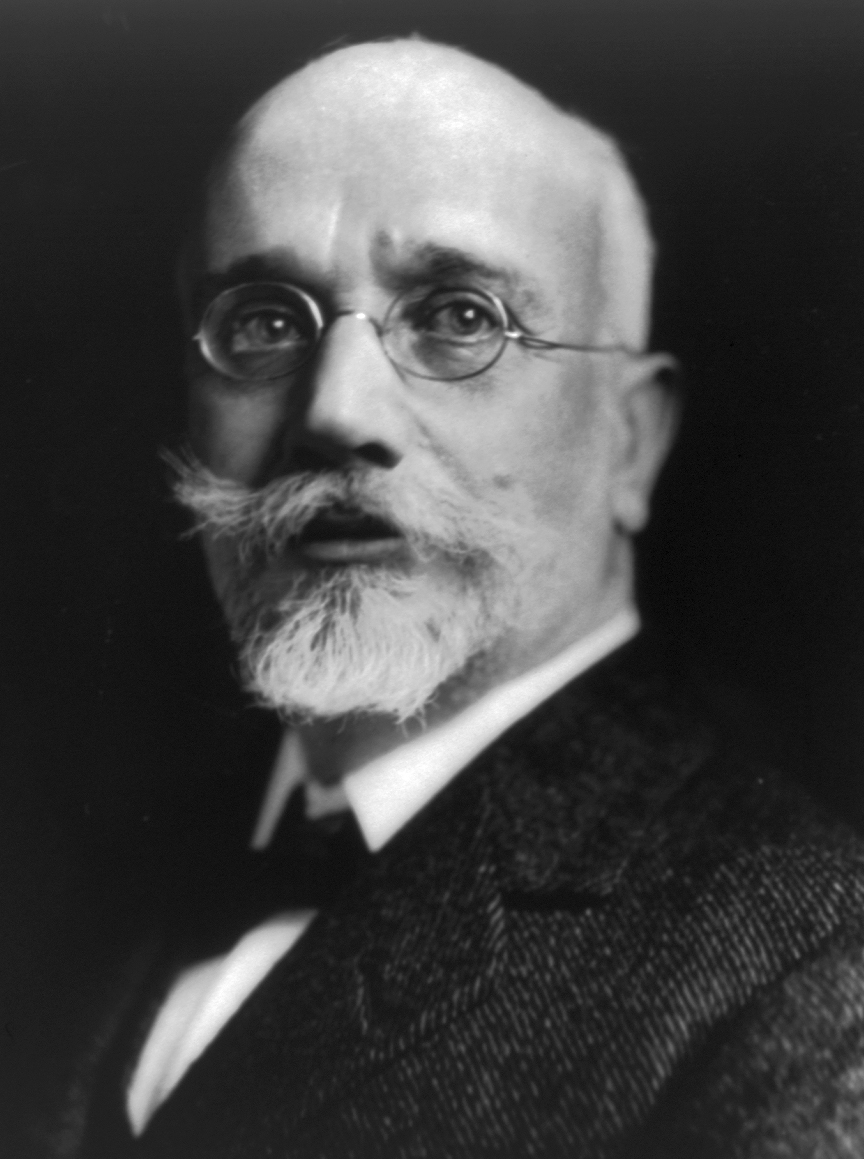
Eleftherios Venizelos, prim-ministru al Greciei
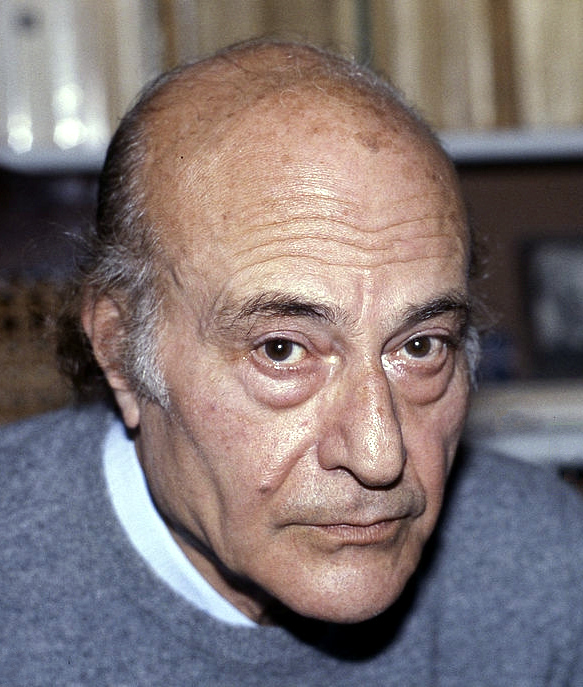
Odysseas Elytis, poet grec, laureat Nobel

- 1964: Norbert Wiener, matematician american, considerat fondator al ciberneticii ca o nouă știință (n. 1894)
- 1965: Regele Farouk I al Egiptului (n. 1920)
- 1973: Demostene Botez, scriitor și publicist român (n. 1893)
- 1983: Regele Umberto al II-lea al Italiei (n. 1904)
- 1991: Maria Holban, istoric român, membru al Academiei Române (n. 1901)
- 1994: Gina Patrichi, actriță română (n. 1936)
- 1996: Odysseas Elytis, poet grec, laureat al Premiului Nobel pentru literatură pe anul 1979 (n. 1911)
- 2007: Ovidiu Maitec, sculptor român (n. 1925)
- 2008: Anthony Minghella, regizor, scenarist și dramaturg britanic (n. 1954)
- 2008: Anton Pongratz, scrimer român (n. 1948)
- 2009: Natasha Richardson, actriță britanică de teatru și film (n. 1963)
- 2011: Warren Christopher, avocat și diplomat american (n. 1925)
- 2012: Regele George Tupou al V-lea al Tonga (n. 1948)
- 2014: Lucius Shepard, scriitor american (n. 1943)
- 2016: Guido Westerwelle, politician liberal german, ministru federal de externe (n. 1961)
- 2016: Șerban Iliescu, lingvist și jurnalist român (n. 1956)
- 2019: Egon Balas, matematician și economist român (n. 1922)
- 2022: Stelian Dumistrăcel, filolog și publicist român (n. 1937)

## Sărbători
- În calendarul ortodox: Sf. Chiril, patriarhul Ierusalimului (315-386)
- În calendarul romano-catolic: Sf. Chiril din Ierusalim, episcop și învățător al Bisericii (315-386)